# 赤坂コルドンブルー
座標: 北緯35度40分13.3秒 東経139度44分15秒 / 北緯35.670361度 東経139.73750度
赤坂コルドンブルー（あかさかコルドンブルー）は、かつて東京都港区赤坂に存在した、レストランシアター。

## 概要
コルドンブルー (cordon bleu)という名称には、フランス語で「一流」という意味がある。
1971年に開店。当時の金額で一人5万円はする高級レストランシアター（フランス料理のフルコース付きのレヴューショー劇場）だった。特に好評であった料理コースはエスカルゴ料理であった。
レビューショーの制作には井原高忠（元日本テレビ第一制作局局長）、藤本晴美（照明デザイナー）、小井戸秀宅（振付家）らが携わっていた。影の総合プロデュースとして髙橋正直が全てを仕切った。
レビュー出演者のジャンルは、著名歌手以外にも多様（前田美波里、マッハ文朱、夏木マリ、プリンセス天功など）。幕間には、お笑い分野の清水アキラ、おぼん・こぼん、シティボーイズ、とんねるずらが、若き日にコントなどを見せることもあった。
フランク・シナトラ、ジョン・レノン、モハメド・アリなど日本国外の著名人も、客として来店した。
1994年に閉店（レビュー数は25年間でのべ2万回超）後、跡地は「Bフラット」というジャズ専門ライブハウスとして引き継がれた。

## 関連書籍
- 『駒野カズアキ写真集 The Revue 赤坂コルドンブルー』　ジャパンコミュニケーションサイエンス 2005年